# Blindatge reactiu
El blindatge reactiu és un tipus de blindatge addicional per a vehicles que reacciona d'alguna manera als impactes d'armes o projectils reduint els danys al vehicle protegit.
Hi ha diversos tipus de blindatge reactiu. El tipus més comú i usat és el blindatge reactiu explosiu (ERA o Explosive Reactive Armour), però també hi ha el blindatge reactiu d'explosió autolimitada (SLERA o Self-Limiting Explosive Reactive Armour), el blindatge reactiu no energètic (NERA o Non-Energetic Reactive Armour), el blindatge reactiu no explosiu (NxRA non-explosive reactive armour) i el blindatge reactiu elèctric.

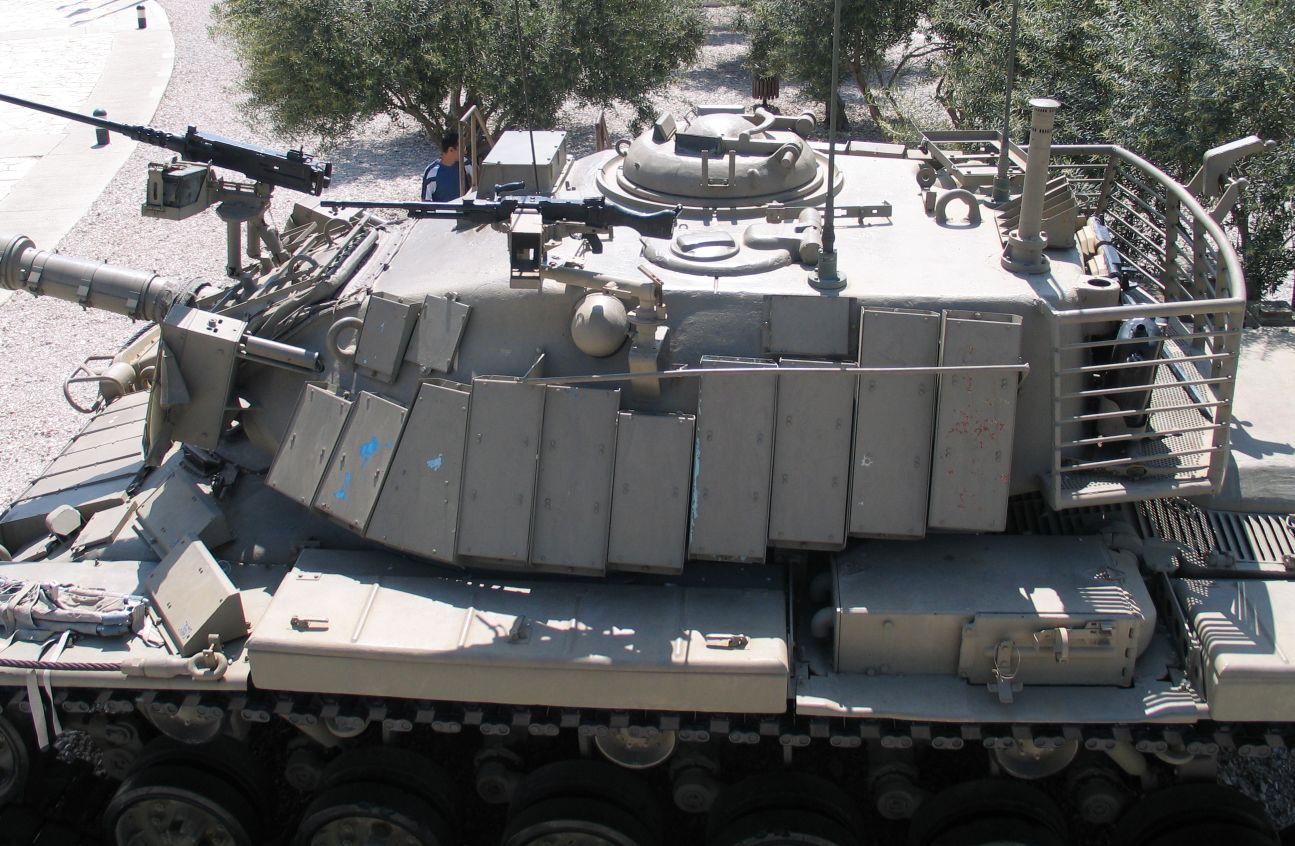
Detall de la torreta d'un tanc israelià Megach 6, modificació del M60 Patton, amb blocs de protecció Blazer ERA, el primer blindatge reactiu efectiu.

Actualment, amb la proliferació de sistemes antitancs com el llançacoets RPG-7 i amb l'augment de la guerra urbana fa que els vehicles, fins i tot els més ben protegits, estiguin en risc. Per això és tan important l'ús del blindatge reactiu, més lleuger que el blindatge tradicional, ja que permet augmentar la protecció dels vehicles sense restar-los mobilitat.

## Història
L'efecte del primer blindatge reactiu, l'ERA, va ser descobert entre l'any 1967-68 per un científic alemany, Manfred Held, que treballava a Israel. Ell i el seu equip feien servir grans quantitats de tancs avariats, resultat de la Guerra dels Sis Dies, per provar nous projectils. Accidentalment un tanc encara tenia munició a dins, al disparar-li la munició va esclatar i va repel·lir el projectil entrant minimitzant els danys al tanc. Això els va permetre descobrir les bases de l'ERA. Concepte que van patentar l'any 1970.
A continuació van desenvolupar sistemes que aprofitessin l'efecte. El primer tipus de blindatge reactiu útil, de tipus ERA, va ser desenvolupat per les Forces de Defensa d'Israel l'any 1978 i va entrar en servei l'any 1982 al Líban, durant el Conflicte araboisraelià, on se'n va demostrar l'efectivitat en els tancs M60 Patton i als tancs Centurion.

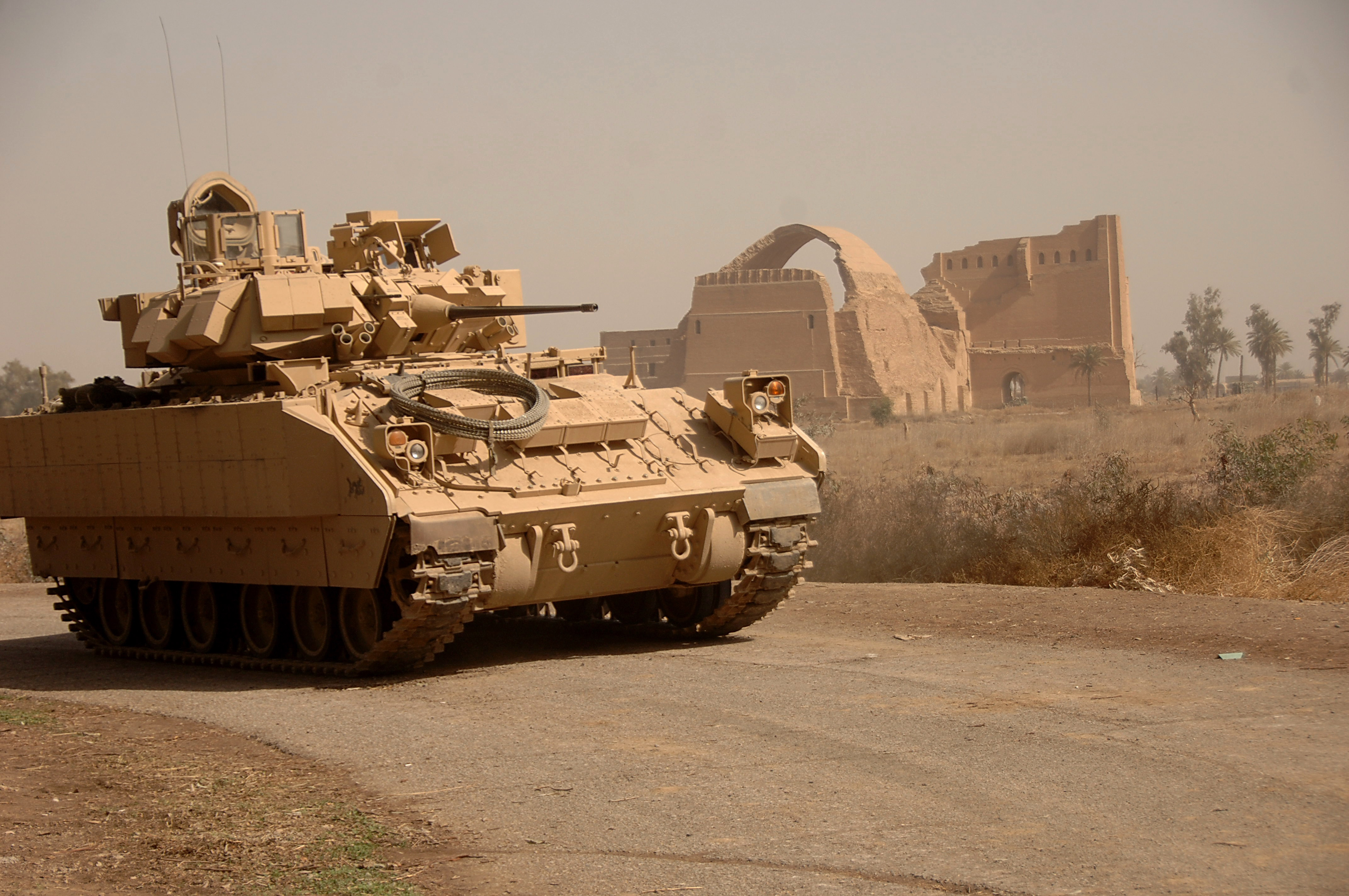
M2 Bradley de l'Exèrcit dels EUA durant una ofensiva contra uns insurgents al sud de Salman Pak l'any 2008 a l'Iraq. Al lateral i a la torreta d'aquest VCI s'hi poden veure perfectament els blocs de blindatge reactiu.

La Unió Soviètica va ser un dels primers estats a fer-ne un ús intensiu. Desenvolupat a mitjans de 1970, l'ERA soviètic no va ser usat fins a observar-ne el comportament als tancs israelians. El gener de 1983, havent-ne observat l'efectivitat al camp de batalla van decidir adoptar l'ERA i el setembre d'aquell mateix any els tancs soviètics ja sortien equipats de fàbrica amb blindatge reactiu.
A partir d'aleshores es van desenvolupar diversos tipus de blindatge reactiu com el SLERA que basant-se en el concepte de l'ERA i entenent la dinàmica del fluid del projectil van millorar-ne els mecanismes i, usant menys explosiu, van aconseguir el mateix efecte. També es van desenvolupar altres tipus de blindatge no explosius com el NERA o el NxRA.
En l'actualitat molts vehicles estan equipats amb blindatge reactiu. Sobretot se'n fa un ús molt important en els vehicles blindats de combat i en els vehicles de combat d'infanteria (VCI). Aquest tipus de vehicle, en ser més lleuger, és més vulnerable als projectils enemics, per això l'ús del blindatge reactiu per protegir-los sense augmentar el pes és molt habitual.
El blindatge reactiu continua sent objecte d'estudi. Per exemple s'està investigant el fer un blindatge intel·ligent, un concepte que integraria sensors i microprocessadors al blindatge i que permetria identificar el tipus de projectil defensant-se'n de la manera més adequada. També s'està investigant un sistema que dispararia una contraofensiva directament contra el projectil per disminuir-ne la potència abans d'impactar contra el blindat.
També s'està estudiant l'ús de blindatges reactius elèctrics. Aquests sistemes, teòricament, haurien d'impedir la penetració dels projectils mitjançant una descàrrega de desenes de milers d'amperes que seria proveïda pel mateix sistema elèctric del vehicle. Aquesta descàrrega vaporitzaria el projectil i evitaria que el vehicle rebés danys.

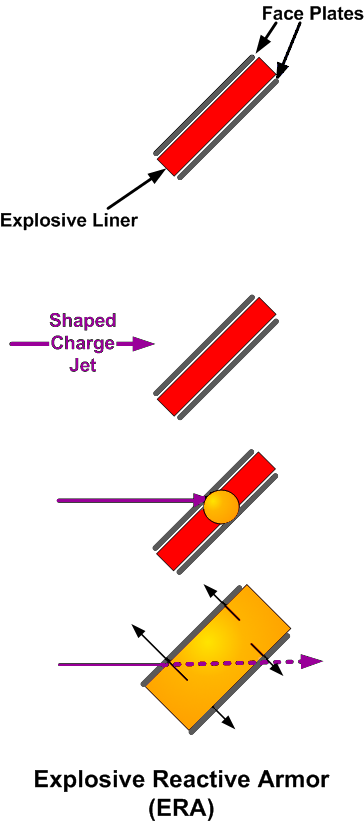
Esquema de funcionament d'un bloc de blinatge reactiu explosiu (ERA).

## Funcionament

### Blindatge reactiu explosiu
Un bloc de blindatge reactiu explosiu (ERA) bàsicament consisteix en una capa d'explosius d'alta potència col·locada entre dues làmines, de metall, anomenades parts dinàmiques o reactives. Aquesta combinació, quan rep l'impacte d'un projectil, explota propulsant les làmines de metall cap a fora, juntament amb la part perforant del projectil.
Inicialment s'havia desenvolupat el blindatge reactiu per contrarestar els projectils de càrrega buida (HEAT). Els projectils HEAT aprofiten un raig de plasma, provocat per les altes temperatures dels explosius juntament amb un con de metall, per perforar el blindatge. El blindatge reactiu explosiu interromp el raig de metall fos a alta temperatura que provoquen els projectils HEAT i això fa que el vehicle no resulti danyat per l'impacte.
Aquesta interrupció s'atribueix a dos mecanismes. El primer és que les làmines de metall del blindatge canvien la velocitat efectiva i l'angle d'impacte del raig de metall fos, això fa que el perforador no arribi al vehicle amb la velocitat i angles adequats per destruir-lo. El segon, és que les làmines de metall estan més inclinades (fent que hi hagi més distància per perforar) i a més a més a mesura que la placa es mou també ho fa el punt d'impacte i això fa que el raig hagi de perforar més metall. Aquest segon mecanisme incrementa de forma important l'amplada efectiva de la làmina de metall del blindatge reactiu.
El resultat és que hi ha una gran millora en la defensa del vehicle. La primera generació d'ERA generava l'equivalent a 350 o 400mm de blindatge tradicional contra projectils HEAT de gran calibre.
Una versió avançada de l'ERA és el blindatge reactiu d'explosió autolimitada (SLERA). Aquest tipus de blindatge es basa en un millor coneixement dels comportaments fluids del perforant del blindatge. Sabent com es comporta el fluid quan perfora el blindatge, s'ha pogut optimitzar el blindatge ERA. Aquesta optimització permet una reducció important de la quantitat d'explosiu que s'ha d'usar.

### Blindatge reactiu no explosiu i no energètic
El blindatge reactiu no energètic (NERA) i el blindatge reactiu no explosiu (NxRA) operen de forma similar a l'ERA, però sense la capa de càrrega explosiva. Quan reben l'impacte d'una càrrega, i del raig de metall fos posterior, els blindatges reactius no explosius dissipen una part de l'energia mitjançant una capa de revestiment inerta. L'alta pressió localitzada, que provoca l'impacte, fa que el metall s'infli i flexioni a les zones afectades. A mesura que les plaques es deformen, el punt d'impacte es desplaça d'acord amb la deformació i això augmenta la distància que ha de perforar el raig de metall, fent-lo menys efectiu.
Aquest sistema de defensa és molt semblant al segon mecanisme que usa el blindatge reactiu explosiu però en comptes de fer servir una càrrega pròpia aprofita l'energia del projectil entrant.
Tenint en compte que la capa de revestiment no és explosiva la flexió és menys important que a l'ERA i això fa que la protecció oferta pels blindatges reactius no energètics sigui menys efectiva. Tot i així, el NERA i NxRA són blindatges completament segurs per equipar quan hi ha infanteria aliada als voltants, ja que no hi ha cap explosió cap a fora del vehicle que pogués ferir-los.